# 灵山村
灵山村是安徽省南部黄山市徽州区呈坎镇的一个村。
灵山村于2014年3月7日公布为第六批中国历史文化名村。该村拥有以下文物保护单位：
- 灵山村古建筑群，安徽省文物保护单位（编号：6-59），包括村南水口的翰苑坊、天尊阁、灵阳桥、五福庙、名世祠、方家苟、方承栋宅七处。
- 继善亭，明，村西，黄山市文物保护单位